# Василюк Володимир Тихонович
Василюк Володимир Тихонович (*1 травня 1941, Щурин, Рожищенський район, Волинська область — †3 лютого 2021, Київ) — український перекладач, журналіст. Член НСПУ з 1990 року. Лауреат премії імені Олени Пчілки (2005).
Переклав з німецької твори Вольфганга Борхерта, Готфріда Келлера, Анни Зегерс, Зігфріда Ленца, Міри Лобе, Вери Ферра-Мікури, Отфріда Пройслера, Крістіни Нестлінгер, Міхаеля Енде, Корнелії Функе, Гергарда Фітткау, Віллі Майнка та інших; з англійської: Джеймса Вілларда Шульца, Джозефа Раза, Майкла Еппла. 

## Біографія
Народився в селі Щурин Волинської області. Був сьомою дитиною в сім'ї. Відвідував сім класів у школі села Щурин, тоді ще 3 роки ходив у школу в селі Доросині.
Батько мав три класи церковно-приходської школи. Батько і найстарший брат Олександр — учасники Другої світової війни.
В старших класах під час канікул Володимир Василюк працював у колгоспі. Брат Олександр — у відділенні зв'язку, а Василь — будівельником. Він з бригадою побудував сотні осель у селах Квітневе, Тристень та Щурині. Спорудили і нову простору середню школу у рідному селі.
Володимир Василюк мріяв стати журналістом, але до Львівського університету не пройшов по конкурсу. Після набуття трудового стажу вступив на факультет іноземних мов. Його закінчив у 1964 році і отримав направлення на Волинь. Учителював в Устилузькій середній школі, згодом був запрошенний до Києва на роботу, де працював у відділі туризму обкому комсомолу. Формував молодіжні туристські групи за кордон. Згодом два роки працював у Комітеті молодіжних організацій при ЦК ЛКСМУ. Одночасно почав співпрацювати із провідними київськими журналами. Пропонував для друку переклади ряду творів німецьких і англійських письменників. Згодом повністю перейшов на перекладацьку роботу.
Згодом очолив редакцію іноземної літератури у видавництві «Дніпро». Майже 10 років працював на такій же посаді у видавництві «Молодь». З 1989 до 2002 рр. був головним редактором української редакції часопису «Кур'єр ЮНЕСКО». З 2002 року працював відповідальним секретарем, а з 2005 року головним редактором дитячого журналу «Веселочка».
Співпрацював з багатьома українськими видавництвами. Останні роки життя працював з видавництвом «Рідна мова», де вийшли друком переклади з німецької автора дитячих оповідань Валько.

## Переклади
Всього окремими книгами вийшло близько 30 перекладів.
1. Віллі Майнк «Сальві-5»
2. Джофез Раз «Моральні засади свободи»
3. Майкл Еппл «Культурна політика і освіта»
4. Анна Зегерс «Довір'я»
5. Гербер Отто «Пора лелек»
6. Гергард Фітткау «Мій тридцять третій рік»
7. Отфрід Пройслер «Чарівний напій», «Водяничок», «Крабат», «Привиденя», «Мала Баба Яга»
8. Джеймс Віллард Шульц «Погоня за бізонами», «Ловець орлів»
9. Хельмут Ценкер «Дракон Мартин»
10. Кристина Нестлінгер «Начхати нам на огіркового короля!», «Пес іде в світ»
11. Вера Ферра-Мікура, Міра Лобе «Бабуся на яблуні»
12. Герберт Цірґібель «Експерименти професора Пулекса»
13. Вольфґанґ Гельд «Світло чорної свічки»
14. Кейт Вестерлунд «Чарівна карусель»
15. Корнелія Функе «Відчайдух. Кам'яне тіло»
16. Валько «Казки Чарівного лісу», «Кіт-лікар. Біле різдвяне диво», «Дивовижне Різдво», «Загублений різдвяний лист», «Злодій у лісі», «Скарб на Бузиновому острові» «Зниклий капелюх», «Катастрофа на ведмежій скелі», «По слідах велетня»

## Визнання
- Лауреат премії імені Олени Пчілки.
- Член Національної спілки письменників України.